# Jaitz
Jaitz (en basc, cooficialment en castellà Salinas de Oro) és un municipi de Navarra, a la comarca d'Estella Oriental, dins la merindad d'Estella. Limita al nord amb Goñi, al sud Gesalatz i Guirguillano, i a l'est amb Vidaurreta.

## Demografia
| Evolució demogràfica                             | Evolució demogràfica | Evolució demogràfica | Evolució demogràfica | Evolució demogràfica | Evolució demogràfica | Evolució demogràfica | Evolució demogràfica | Evolució demogràfica | Evolució demogràfica | Evolució demogràfica |
| 1996                                             | 1998                 | 1999                 | 2000                 | 2001                 | 2002                 | 2003                 | 2004                 | 2005                 | 2006                 | 2007                 |
| ------------------------------------------------ | -------------------- | -------------------- | -------------------- | -------------------- | -------------------- | -------------------- | -------------------- | -------------------- | -------------------- | -------------------- |
| 107                                              | 108                  | 107                  | 114                  | 111                  | 106                  | 105                  | 109                  | 114                  | 115                  | 114                  |
| Fonts: Jaitz i Institut d'Estadística de Navarra |                      |                      |                      |                      |                      |                      |                      |                      |                      |                      |

## Personatges coneguts de Jaitz
En aquest municipi va néixer la compositora i pianista Emiliana de Zubeldía.